# Арда (Донегол)
Арда (англ. Ardagh; ирл. Ardach) — деревня в Ирландии, находится в графстве Донегол (провинция Ольстер). Является родиной ирландского философа Джона Толанда.